# Bairische Dialektliteratur
Bairische Dialektliteratur umfasst jegliche Literatur, die in einem bairischen Dialekt geschrieben ist. Dazu gehören Werke von Autoren aus Altbayern, Österreich und Südtirol bis hin zu den bairischen Sprachinseln in Italien, Rumänien oder auch Südamerika. Im diachronen Sinn spricht man von Dialektliteratur erst ab dem Spätbarock, also ungefähr ab dem Jahr 1750, da es zuvor keine einheitliche deutsche Standardsprache gab und der Unterschied zwischen geschriebenem Dialekt und einer besonders dialektal gefärbten Oberdeutschen Schreibsprache fließend war, wie etwa noch bei den Alt-Wiener Volkstheaterstücken von Joseph Anton Stranitzky.

## Abgrenzung
Nicht zur bairischsprachigen Dialektliteratur zu zählen sind jedoch einige der prominenten Heimatdichter aus der Region, die zwar oft idyllisierend über das Leben der Bauern, der Holzknechte, Sennerinnen, Wilderer und Bergsteiger oder das ländliche Brauchtum in Bayern und Österreich geschrieben haben, deren Werke jedoch zur Gänze im Standarddeutschen verfasst sind. Dazu gehören unter anderem der Oberösterreicher Adalbert Stifter (1805–1868), der Salzburger Karl Heinrich Waggerl (1897–1973), der Untersteirer Ottokar Kernstock (1848–1928) und der Südtiroler Luis Trenker (1892–1990). Weiters sind bei vielen Autoren besonders des 19. und frühen 20. Jahrhunderts nur einige wenige Werke tatsächlich im Dialekt geschrieben, etwa bei den Dramatikern oft nur Teile der Dialoge, während das Theaterstück insgesamt auf Standarddeutsch verfasst wurde. So gibt es etwa von Ludwig Thoma und Peter Rosegger nur ganz wenige Texte, die durchgehend im Dialekt verfasst sind.
Eine moderne literarische Erscheinung sind Texte, die dialektale Redewendungen und Vokabeln sowie eine umgangssprachliche Grammatik verwenden, etwa durch die konsequente Verwendung des Perfekt anstatt des Präteritums, in der Rechtschreibung jedoch komplett hochsprachlich bleiben. Leser mit Dialektkompetenz können solche Texte beim Lesen quasi direkt in den Dialekt übersetzen und haben dabei oft gar nicht den bewussten Eindruck einen standardsprachlichen Text gelesen zu haben. Ein prominenter Vertreter dieser Gattung ist in Österreich etwa der Kriminalromanautor Wolf Haas, oder der oft als Österreichischer Bert Brecht bezeichnete Dramatiker der Zwischenkriegszeit Jura Soyfer. Der kommerzielle Vorteil dieser Werke liegt darin, dass Leser aus unterschiedlichen bairischen Dialektregionen den Text im Kopf wie ihren eigenen Dialekt lesen können und dadurch ein breiteres Publikum erreicht werden kann, als etwa bei einem tatsächlichen Dialektwerk auf zum Beispiel Wienerisch, Tirolerisch oder Oberbayerisch.

## Dialektautoren
Folgend eine Liste der bekanntesten bairischsprachigen Dialektautoren, sortiert nach Epoche und Dialektregion:

### Spätbarock
- Dramatiker

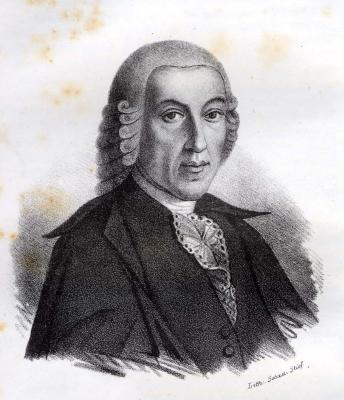
Ignatz Anton Weiser, 1701–1785

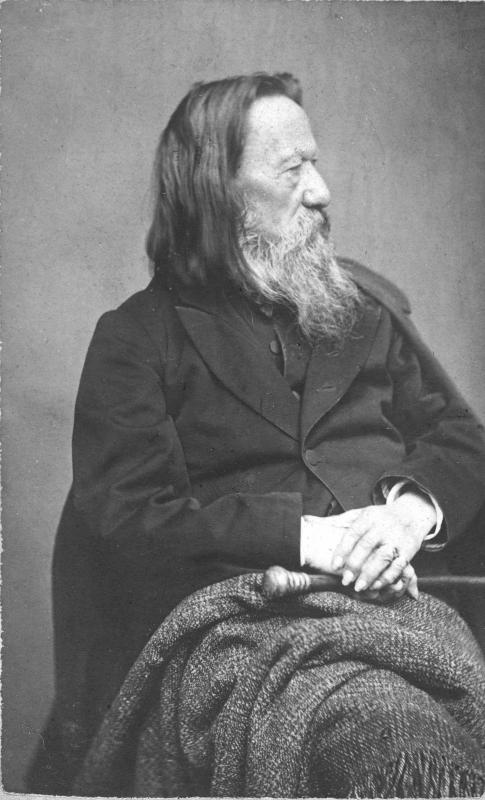
Franz Stelzhamer, 1802–1874

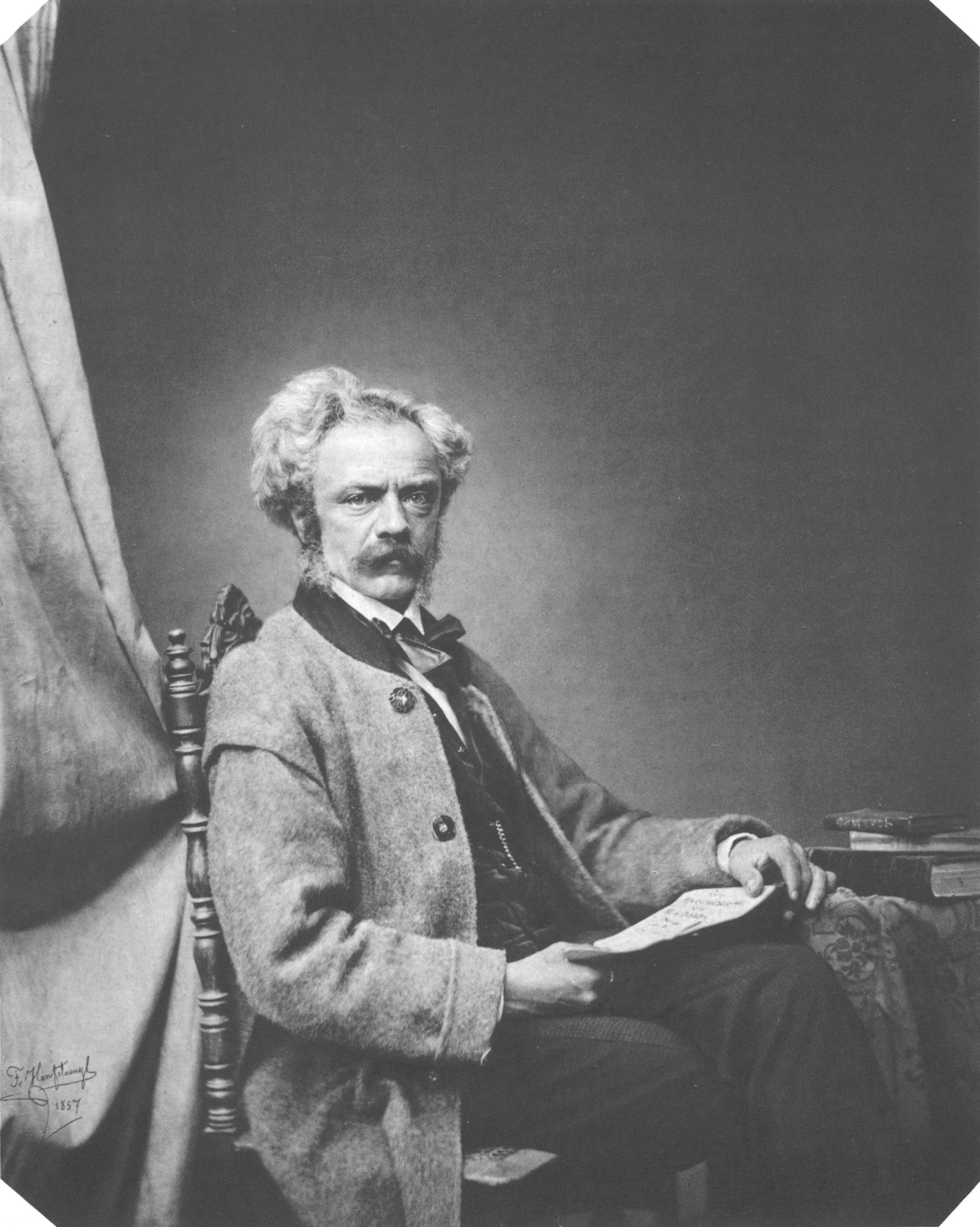
Franz von Kobell, 1803–1882

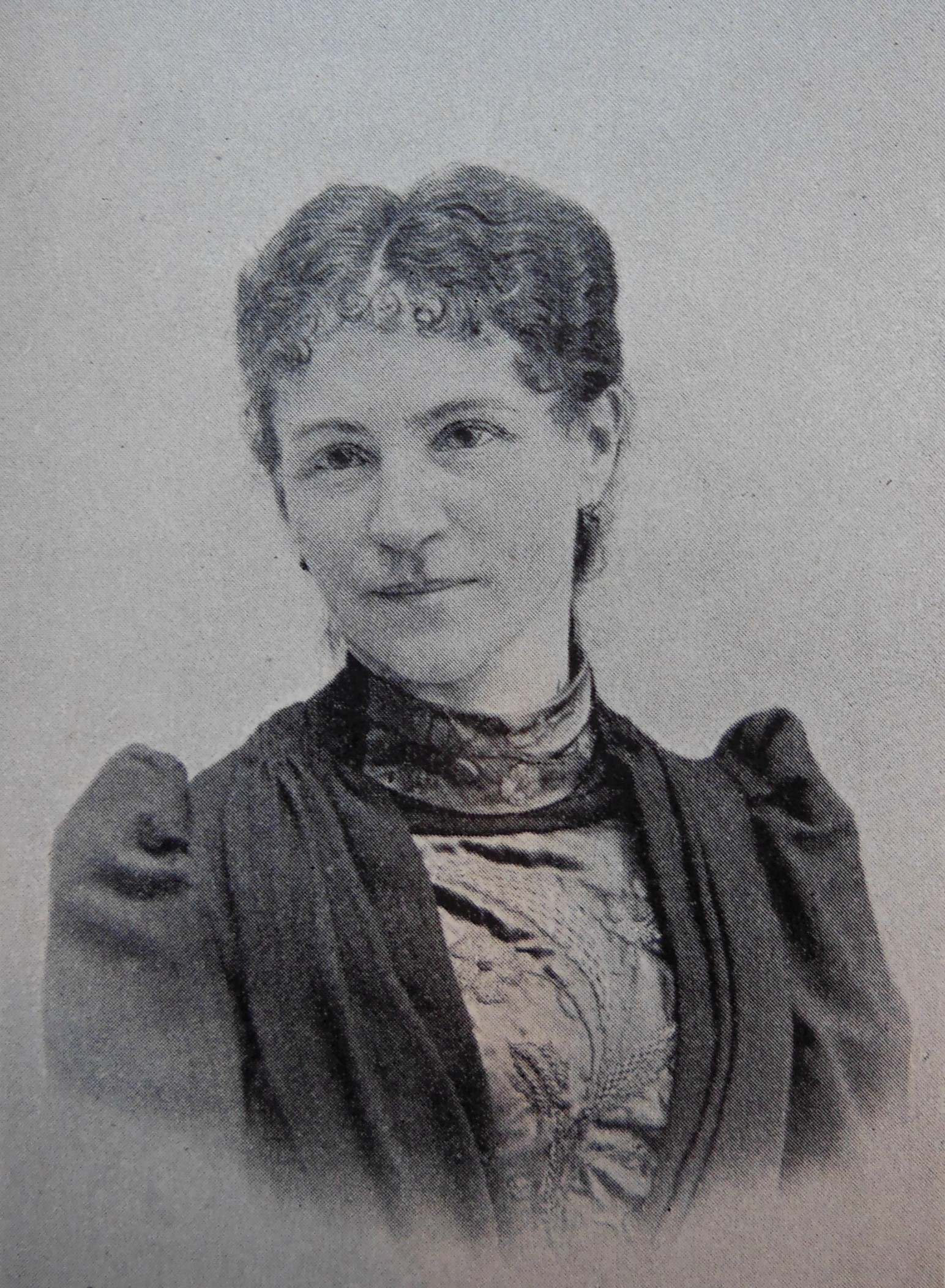
Elise Beck ca. 1900

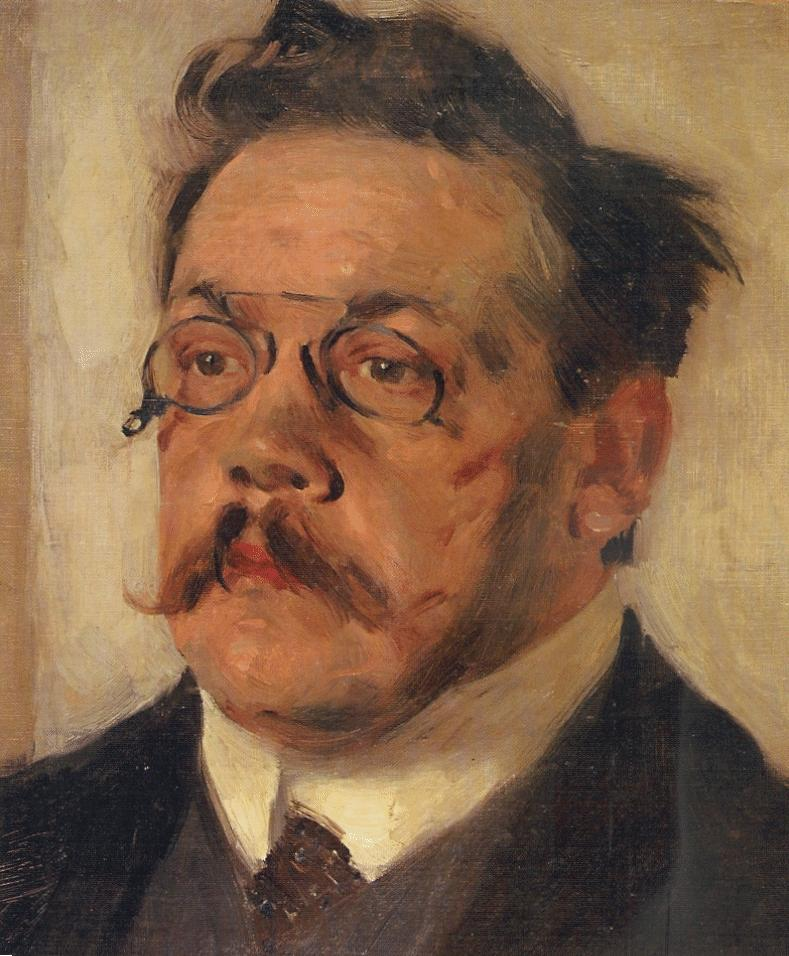
Ludwig Thoma, 1867–1921

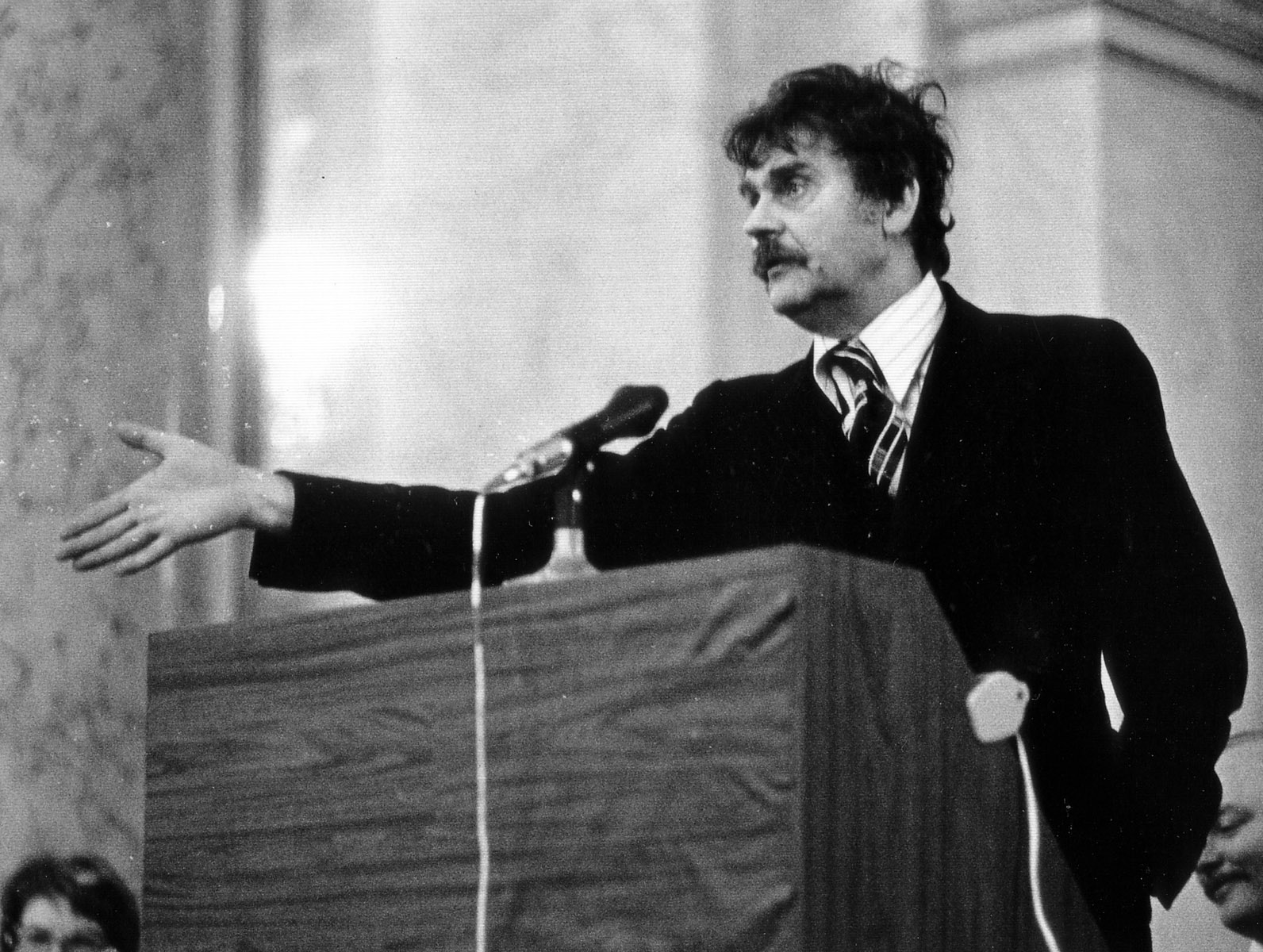
H. C. Artmann, 1921–2000

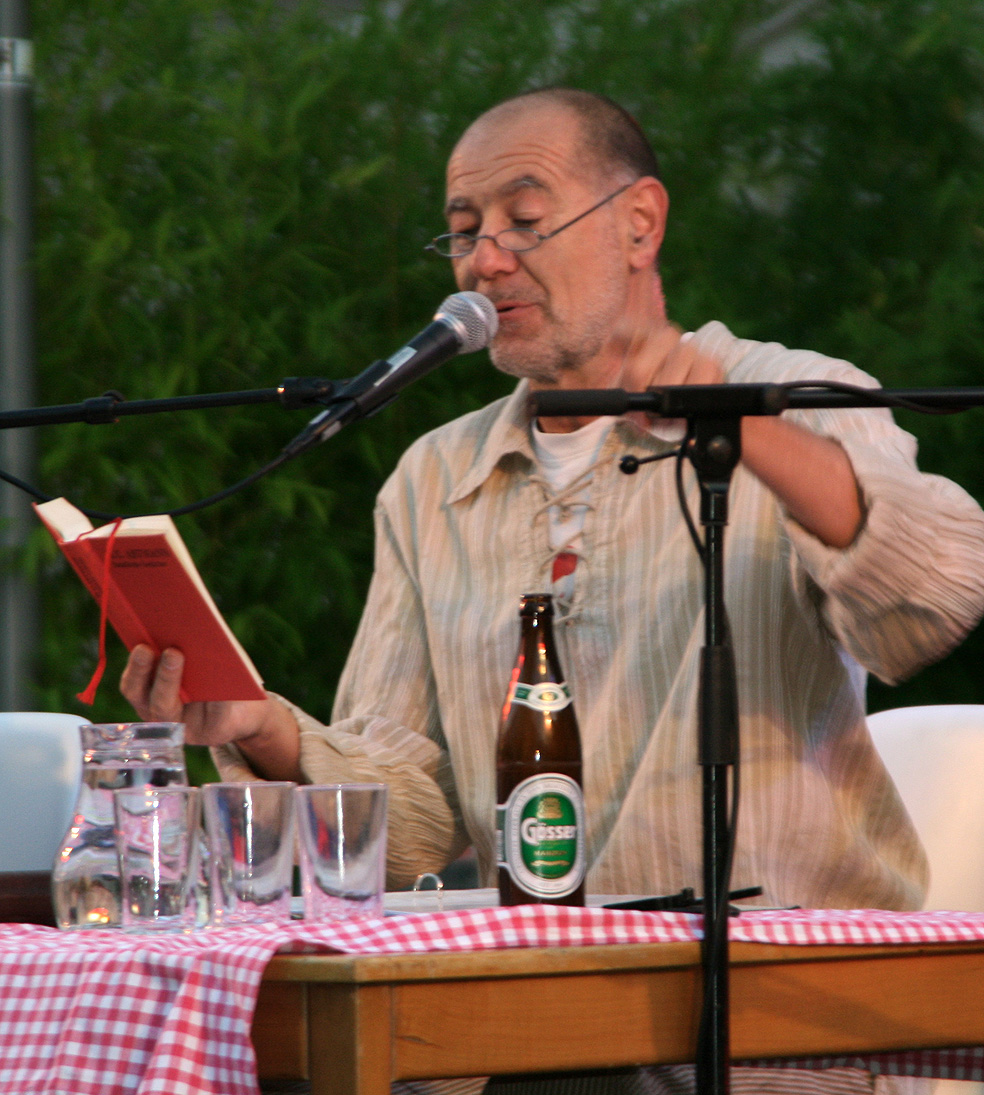
Willi Resetarits, 1948–2022

  - Ignatz Anton Weiser (1701–1785), Salzburg
  - Maurus Lindemayr (1723–1783), Oberösterreich
  - Florian Reichssiegel (1735–1793), Salzburg

### Romantik
- Dichter
  - Johann Gabriel Seidl (1804–1875), Wien
- Lied- und Märchensammler
  - Julius Max Schottky (1797–1849), Böhmen
  - Franz Tschischka (Žiška; 1786–1855), Niederösterreich
  - Johann Wurth (1828–1870), Niederösterreich
  - Joseph Maria Wagner (1838–1879), Wien
- Dramatiker
  - Ignaz Franz Castelli (1781–1862), Wien
  - Johann Nepomuk Nestroy (1801–1862), Wien
  - Franz Graf von Pocci (1807–1876), München
  - Alexander Baumann (1814–1857), Steiermark
- Literaten
  - Franz Stelzhamer (1802–1874), Oberösterreich
  - Carl Adam Kaltenbrunner (1804–1867), Oberösterreich

### Spätes 19. Jahrhundert
- Dramatiker
  - Franz von Kobell (1803–1882), München
  - Johann Nepomuk Sepp (1816–1909), Oberbayern
  - Ludwig Anzengruber (1839–1889), Wien
- Dichter
  - Franz Stelzhamer (1802–1874), Oberösterreich
  - Josef Misson (1803–1875), Niederösterreich
  - Josephine zu Leiningen-Westerburg (1835–1917), Bayern
  - Norbert Hanrieder (1842–1913), Oberösterreich
  - Karl Stieler (1842–1885), München
  - Peter Rosegger (1843–1918), Steiermark

### Frühes 20. Jahrhundert
- - Josef Reichl (1846–1938; Hianzisch)
- Dichter
  - Hans Zötl (1846–1938), Oberösterreich
  - Anton Matosch (1851–1918), Oberösterreich
  - Elise Beck (1855–1912), Niederbayern
  - Ludwig Ganghofer (1855–1920), Schwaben
  - Hans Fraungruber (1863–1933), Steiermark
  - Otto Pflanzl (1865–1943), Salzburg
  - Ludwig Thoma (1867–1921), Oberbayern
  - Hans Kloepfer (1867–1944), Steiermark
  - Wilhelm Dusch (1871–1927), Oberbayern
  - Anna Schuster (1872–1939), Oberbayern
  - Otto Piringer (1874–1950), Landler aus Siebenbürgen
  - Oskar Maria Graf (1894–1967), Oberbayern
  - Ödön von Horváth (1901–1938), Österreich-Ungarn
- Dramatiker
  - Julius Beck (1852–1920), München
  - Josef Ruederer (1861–1915), München
  - Georg Queri (1879–1919), München

### Nachkriegszeit
- Dramatiker
  - Paul Schallweg (1914–1998), München
  - Martin Sperr (1944–2002), Niederbayern
  - Joe Berger (1939–1991), Niederösterreich
- Dichter
  - Otto Jungmair (1889–1974), Oberösterreich
  - Gerhard Glawischnig (1906–1995), Kärnten
  - Wally Fendt (1907–1979), Oberbayern
  - H. C. Artmann (1921–2000), Wien
  - Ludwig Gruber (1922–2005), Niederbayern
- Literaten
  - Gottfried Glechner (1916–2004), Innviertel
  - Friedl Brehm (1917–1983), Oberbayern
  - Gerhard Bronner (1922–2007), Wien
  - Walter Bäck (1931–2004), Wien
  - Wolfgang Teuschl (1943–1999), Wien

### Zeitgenössische Literatur
- Dramatiker
  - Peter Turrini (* 1944), Kärnten
  - Franz Xaver Kroetz (* 1946), München
  - Felix Mitterer (* 1948), Tirol
- Dichter
  - Herta Huber (1926–2018), Egerland
  - Margret Hölle (1927–2023), Oberpfalz
  - Franz Freisleder (1931–2024), München
  - Elfriede Haslehner (1933–2025), Wien
  - Christine Nöstlinger (1936–2018), Wien
  - Hans Haid (1938–2019), Tirol
  - Rolf Schwendter (1939–2013), Wien
  - Ludwig Zehetner (* 1939), Oberbayern
  - Hans Dieter Mairinger (* 1943), Oberösterreich
  - Manfred Chobot (* 1947), Wien
  - Willi Resetarits (1948–2022), Burgenland
  - Gerhard Kofler (1949–2005), Südtirol
  - Günther Maria Garzaner (1951–2015), Tirol
  - Sepp Denk (* 1952), Niederbayern
  - Hans Kumpfmüller (* 1953), Innviertel
  - Günter Brödl (1955–2000), Wien
  - Joschi Anzinger (* 1958), Mühlviertel
  - Engelbert Lasinger (* 1960), Oberösterreich

- Literaten
  - Robert Hültner (* 1950), Inzell
  - Ulrich Karger (* 1957), Berchtesgaden
  - Toni Lauerer (* 1959), Oberpfalz